# Спящая девочка на красном одеяле
«Спя́щая де́вочка на кра́сном одея́ле» (или «Спящая девочка», а также «Этю́д со спящей девочкой», англ. «Study of a sleeping girl») — картина российской художницы Зинаиды Серебряковой, изображающая её младшую дочь  Екатерину в возрасте десяти лет и написанная в 1923 году. Картина представляла советское искусство на выставке в Нью-Йорке в 1924 году (в каталоге выставки она значилась под номером 666).

## История создания картины и её судьба
Замысел выставки русского искусства в Нью-Йорке, на которой Серебрякова впервые представила картину, возник в 1922 году. Один из её инициаторов А. А. Трояновский надеялся, что она станет способом финансовой поддержки советских художников, а также представит новое русское искусство американской аудитории. Выставочный комитет, образованный в 1923 году, состоял из И. Э. Грабаря, С. А. Виноградова, Ф. И. Захарова (1882—1968), К. А. Сомова и И. Д. Сытина. Именно Сомов пригласил братьев Николая и Евгения Лансере и их сестру Зинаиду Серебрякову присоединиться к выставке (как своих былых соратников по объединению «Мир искусства»).
Это был трудный период в жизни Серебряковой. Её муж умер в 1919 году, она не имела средств, с четырьмя детьми на время переехала в дом матери. В ноябре 1919 года она была вынуждена отказаться от своего поместья Нескучное в Курской губернии (ныне в Харьковской области на Украине). Оттуда Серебрякова уехала в Харьков, где жила около года, затем в декабре 1920 года переехала в Петроград и поселились у семьи Бенуа. Здесь ей пришлось зарабатывать на жизнь случайными портретами. Художница мечтала отправиться в Европу, не сомневаясь в помощи своего дяди, художника Александра Бенуа, а также зная об успехе Н. К. Рериха и С. А. Сорина в Соединенных Штатах.
«Если бы вы только знали, дорогой дядя Шура», — написала она в письме к Александру Бенуа 17 декабря 1923 года, — «Как я мечтаю и хочу уехать, чтобы как-нибудь изменить эту жизнь, где каждый день только острая забота о еде (всегда недостаточной и плохой), и где мой заработок такой ничтожный, что не хватает на самое необходимое. Заказы на портреты страшно редки и оплачиваются грошами, проедаемыми раньше, чем портрет готов. Вот если бы на американской выставке что-нибудь продалось».
Осенью 1923 года Сомов помог Серебряковой выбрать четырнадцать работ для выставки, из них семь были выполнены в технике темперы. Они были отправлены в Ригу в декабре, а затем через Швецию и Великобританию, чтобы прибыть в Нью-Йорк в январе 1924 года. 8 марта 1924 года на верхнем этаже Большого Центрального дворца в Нью-Йорке открылась «Выставка русского искусства». Работы, созданные с 1921 года были представлены 84 русскими художниками.
Техника исполнения картины — масляная живопись по холсту, размер — 70 на 98 сантиметров. Подпись и дата находятся в нижнем левом углу в две строки — «З. Серебрякова 1923». «Спящая девочка» — первая из работ Серебряковой, перечисленных в её разделе каталога выставки. Это был также одна из немногих картин выставки, воспроизведённых в качестве открыток. Среди других открыток были «Портрет Ф. И. Шаляпина» Бориса Кустодиева, картины А. Е. Архипова, В. Д. Поленова и М. В. Нестерова. Эти открытки пользовались большим спросом и продавались «как горячие пирожки», как и всё, что казалось американской публике «очень русским» и можно было считать сувениром. Однако приобретались картины значительно медленнее, чем ожидалось, И. Э. Грабарь (он вместе с К. А. Сомовым в составе делегации из семи человек отправился в Нью-Йорк) мрачно писал, что организаторы выставки «не поняли, что золотые дни американского арт-рынка давно прошли. Примерно двадцать лет назад или, возможно, даже двенадцать или пятнадцать лет назад, рынок искусства в Америке достиг своего пика, но затем резко упал». 28 марта 1924 года Сомов написал своей сестре А. Михайловой: «Мне очень жаль таких художников, как Зина, которые ждут поддержки». Но почти неделю спустя 4 апреля он делает более оптимистичное замечание о том, что некоторые работы всё-таки добились успеха и были проданы: деревянная скульптура Конёнкова и две работы Серебряковой (натюрморт и «Спящая девушка»).
19 апреля, в предпоследний день выставки, бывший посол Временного правительства России в США, крупный специалист в области гидродинамики и коллекционер Борис Бахметьев, после Октябрьской революции проживавший в эмиграции в Америке, приобрёл четыре картины с выставки, в том числе и «Спящую девочку» (за неё он заплатил 500 долларов). 1 мая Сомов написал своей сестре: «Я так счастлив за Зину, она, наконец, продала работу „Спящая девочка“. Я думаю, что это очень кстати — в связи с болезнью матери, из-за которой она почти сошла с ума». Второй вариант картины «Спящая девочка на синем одеяле» также присутствовал на выставке, но продан не был и вернулся обратно в СССР. Несмотря на то, что художница не получила тех денег, на которые рассчитывала, доходы от выставки позволили Серебряковой поддержать семью материально. В августе того же года она смогла наконец отправиться в Париж в поисках работы.
«Спящая девушка» Зинаиды Серебряковой была продана на аукционе Sotheby’s в июне 2015 года как лот 51 под названием «Этюд со спящей девочкой» за 3 845 000 фунтов стерлингов, что намного превысило предпродажную оценку в 400 000—600 000 фунтов стерлингов и установило новый рекорд аукциона для картин художницы. Покупатель пожелал остаться неизвестным.

## Модель художницы
Предположительно, «Спящая девушка» изображает младшую дочь Серебряковой Катю (свою старшую дочку Серебрякова обнажённой не писала). Существует подобная работа — «Спящая девочка на синем одеяле» (также представленная на выставке в Нью-Йорке), которую художница написала в том же 1923 году и подписала — «Катюша на одеяле». Хорошо знавшая Катю в детстве Г. И. Тесленко позже вспоминала: «Катенька — остальные дети называли ее Котом — это фарфоровая хрупкая статуэтка с золотистыми волосами, нежным личиком восхитительной окраски... Тата [старшая сестра Кати] оказалась живой, шаловливой девочкой, Катя более тихой, спокойной».
После отъезда матери в 1924 году во Францию Екатерина Серебрякова на некоторое время осталась в СССР. В 1928 году она переехала в Париж к матери. Позже, став художницей, Екатерина Серебрякова часто работала вместе со старшим братом Александром, который также жил во Франции. В 2014 году на 102-м году жизни она скончалась в Париже.

## Особенности картины
Картина отличается свежестью, непосредственностью и чистотой. Красота женского тела была одной из ведущих тем в творчестве Серебряковой. Когда она работала в Нескучном, Серебрякова просила молодых деревенских девочек из окрестностей позировать ей. В Петрограде она стала использовать своих детей в качестве моделей.
В 2007 году о детских «ню» Зинаиды Серебряковой 1920-х годов искусствовед Владимир Круглов писал:

созданное ею строго и лишено чувственного смакования красоты тела. Позы моделей свободны и благородны, художница любуется гармонией и пластикой их форм… Уравновешивая объём и линейный ритм, вводя цветные драпировки, она заботится о красоте целого. Таковы холсты «Обнажённая» (1920) и «Спящая девочка на синем» («Катюша на одеяле») (1923). Последний с разметавшейся фигуркой спящей девочки, с его красивой гармонией нежно-телесного, бело-голубого и синего является подготовительным этюдом к картине, в 1924 году имевшей успех на выставке русского искусства в Нью-Йорке [«Спящая девочка на красном одеяле»].
— Борис Носик. «С Лазурного Берега на Колыму. Русские художники-неоакадемики дома и в эмиграции»
«Спящая девочка на синем одеяле» находится в собрании музея Петергофа. С точки зрения переводчика и журналиста, автора книги о художниках-эмигрантах, Бориса Носика, в работе художницы нет никакой эротики. По мнению историков искусства, «Спящая девушка» — один из последних шедевров русского периода Серебряковой и может рассматриваться как прелюдия к серии обнажённых девушек, которую она создала во Франции.